# Birkir Már Sævarsson
Birkir Már Sævarsson (* 11. November 1984 in Reykjavík) ist ein isländischer Fußballnationalspieler. Birkir kann sowohl auf allen Abwehrpositionen als auch im linken Mittelfeld spielen. Seit 2007 spielt er für die Isländische Fußballnationalmannschaft. Auf Vereinsebene spielte er in Island für Valur Reykjavík, mit dem er Meister und Pokalsieger wurde, sowie ohne nennenswerten Erfolg für Brann Bergen in Norwegen. Von 2015 bis 2017 spielte er in der Fotbollsallsvenskan für Hammarby IF, bevor er zur Saison 2018 zu Valur Reykjavik zurückkehrte.

## Karriere

### Verein
Birkir begann 2002 in der U-23-Mannschaft von Valur Reykjavík und spielte ab der Saison 2003 mit 18 Jahren für die erste Mannschaft in der ersten Liga, stieg aber am Saisonende mit Valur ab. 2004 gelang aber der sofortige Wiederaufstieg und er wurde in elf von 18 Ligaspielen eingesetzt. 2005 kam er in der ersten Liga, die Valur als Vizemeister beendete, nur am letzten Spieltag sowie im Pokal im Sechzehntel- und Achtelfinale zum Einsatz. Valur erreichte dann auch das Pokalfinale und wurde durch ein 1:0 gegen Fram Reykjavík erstmals nach 13 Jahren wieder Pokalsieger. Zu Beginn der Saison 2006 gewann er dann mit Valur den Supercup, wodurch sie alleiniger Supercuprekordsieger wurden. Er wurde nun in allen 18 Ligaspielen eingesetzt. Valur verschlechterte sich aber um einen Platz und schied bereits im Pokalviertelfinale aus. Im UEFA-Pokal 2006/07 scheiterten sie in der ersten Runde an Brøndby IF. 2007 verpasste er nur ein Ligaspiel und wurde mit Valur erstmals Meister. Für den Verein war es die erste Meisterschaft nach 20 Jahren und die bis heute letzte. Im Pokal scheiterten sie aber erneut im Viertelfinale. Mit Valur nahm er am UEFA Intertoto Cup 2007 teil, scheiterte dort aber in der ersten Runde am irischen Vertreter Cork City. Die Saison 2008 begannen sie mit dem Sieg im Supercup. Er machte dann nur die ersten elf Ligaspiele mit und wechselte anschließend zum norwegischen Verein Brann Bergen, der 2007 Meister geworden war.
Seine ersten Spiele für Brann waren die Spiele am 13. und 27. August 2008 in der dritten Qualifikationsrunde der UEFA Champions League 2008/09 gegen Olympique Marseille. Da beide Spiele verloren wurden, gingen sie als Verlierer in der 1. Runde des UEFA-Pokal 2008/09 an den Start. Dort machte er nur das Rückspiel gegen Deportivo La Coruña am 2. Oktober 2008 mit. Beide hatten ihr Heimspiel nach jeweils 90 Minuten mit 2:0 gewonnen und da die Verlängerung in La Coruña torlos blieb, kam es zum Elfmeterschießen, an dem er nicht beteiligt war. Da drei seiner Mitspieler verschossen, wogegen es bei den Spaniern nur einer nicht schaffte, schied Bran aus.  Die Liga schlossen sie dann als Achter ab. In den folgenden Jahren pendelte der Verein zwischen Platz 4 und 13, 2014 mussten sie dann als Vierzehnter in die Relegation und verloren diese gegen den Dritten der 2. Liga.
Birkir wechselte dann 2015 zum schwedischen Verein Hammarby IF, der in die erste schwedische Liga aufgestiegen war. Die erste Saison beendeten sie als Elfte.
Zur Saison 2018 kehrte er zu Valur Reykjavík zurück und wurde mit Valur nochmals isländischer Meister. In der ersten Qualifikationsrunde zur UEFA Champions League 2021/22 verlor er mit Valur zweimal gegen Dinamo Zagreb (2:3 und 0:2). Auch die darauffolgende 2. Qualifikationsrunde zur erstmals eingeführten UEFA Europa Conference League 2021/22 endete gegen FK Bodø/Glimt mit zwei Niederlagen (jeweils 0:3).
Im März 2025 wechselte er zum schwedischen Viertligisten Nacka FC.

### Nationalmannschaft

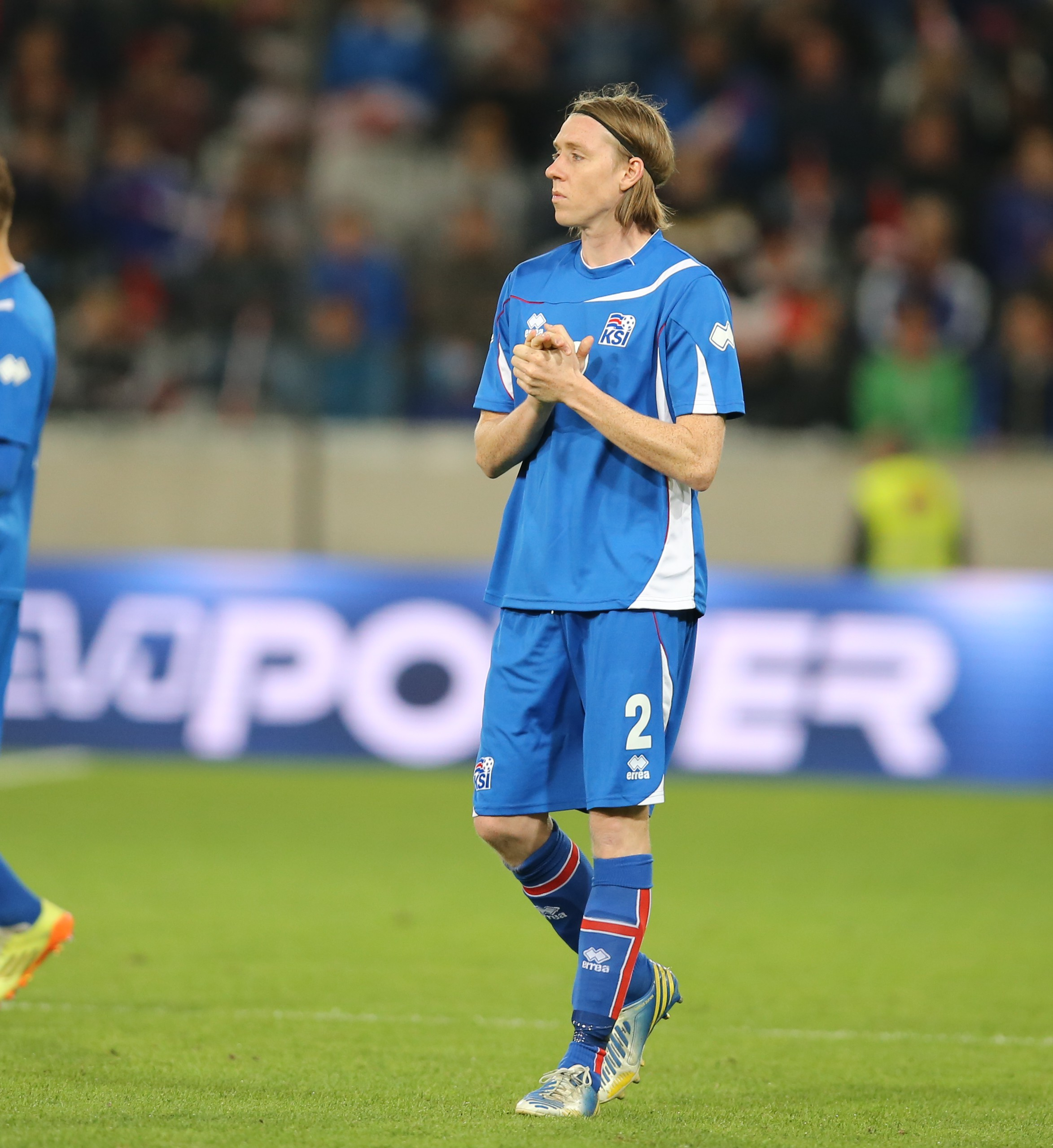
Birkir am 30. Mai 2014

2006 bestritt er drei Spiele für die U-21-Mannschaft in der Qualifikation für die U-21-Fußball-Europameisterschaft 2007, scheiterte aber an Italien.
Am 2. Juni 2007 feierte Birkir im EM-Qualifikationsspiel gegen Liechtenstein sein Debüt in der Nationalmannschaft, als er in der 70. Minute eingewechselt wurde. Vier Tage später stand er dann gegen Schweden erstmals in der Startelf, wurde aber nach 65 Minuten ausgewechselt. Danach musste er bis Februar 2008 auf seinen nächsten Einsatz warten und verpasste damit sechs Länderspiele. Auch danach gab es immer wieder kürzere oder längere Pausen, teilweise verletzungsbedingt und er wurde bisher maximal neunmal in Folge eingesetzt.
In die Qualifikation für die Fußball-Weltmeisterschaft 2014 gingen die Isländer als klarer Außenseiter, waren sie doch die in der FIFA-Weltrangliste am schlechtesten platzierte Mannschaft ihrer Gruppe. Sie konnten aber die ehemaligen WM-Teilnehmer Norwegen und Slowenien hinter sich lassen und mussten nur der den erstarkten Schweizern den Vortritt lassen. Als Gruppenzweite hatten sie aber noch die Chance, sich über die Play-offs gegen Kroatien zu qualifizieren. Nach einem torlosen Remis im Heimspiel, für das Birkir nach der zweiten Gelben Karte im letzten Gruppenspiel gesperrt war, verlor er aber in Kroatien mit 0:2. Insgesamt kam er in neun von zwölf Qualifikationsspielen zum Einsatz.
Noch besser lief dann die Qualifikation für die EM 2016. Wieder galten sie als Außenseiter, auch wenn sie nun nur noch die zweitschlechteste Mannschaft waren. Trotzdem konnten sie erstmals am 13. Oktober 2014 den WM-Dritten und hohen Favoriten Niederlande besiegen und nach diesem Heimsieg sogar das Rückspiel in Amsterdam gewinnen. Zwar mussten sie am Ende noch den Tschechen Platz 1 überlassen, aber bereits am drittletzten Spieltag hatten sie sich erstmals für die EM-Endrunde qualifiziert. Er kam in acht Qualifikationsspielen zum Einsatz und fehlte nur in den ersten beiden Spielen.
Am 12. Mai 2016 wurde er von Trainer Lars Lagerbäck in den Kader für die EM 2016 berufen. Im Kader war er der Abwehrspieler mit den meisten Länderspielen. In einem Testspiel kurz vor der EM gegen Liechtenstein erzielte er sein erstes Länderspieltor. In allen fünf Partien im Turnier gehörte er zur Startelf und spielte über 90 Minuten. Im zweiten Gruppenspiel gegen Ungarn unterlief ihm in der 87. Minute bei einem Abwehrversuch ein Eigentor, wodurch die lange mit 1:0 führenden Isländer noch den Ausgleich hinnehmen mussten. Als EM-Neuling kamen sie dennoch bis ins Viertelfinale, wo sie gegen den Gastgeber Frankreich verloren.
Bei der WM 2018 war er der einzige Spieler im isländischen Kader, der in Island spielte. Er kam in den drei Gruppenspielen gegen Argentinien, Nigeria und Kroatien, nach denen Island als Gruppenletzter, ausschied zum Einsatz.
In der UEFA Nations League 2018/19 kam er in zwei der vier Spiele zum Einsatz, die alle verloren wurden. In der Qualifikation für die Fußball-Europameisterschaft 2020 wurde er nur in den ersten  beiden Spielen eingesetzt. Danach kam er erst wieder bei zwei Freundschaftsspielen im Januar 2020 zum Einsatz, als überwiegend in Island spielende Spieler eingesetzt wurden, da die isländische Liga die Saison beendet hatte.
Am 5. September 2021 bestritten er und Birkir Bjarnason beim WM-Qualifikationsspiel gegen Nordmazedonien ihr 100. Länderspiel. Insgesamt kam er in der misslungenen Qualifikation zu sieben Einsätzen, in denen ihm ein Tor gelang – wie bei seinem ersten Tor – gegen Liechtenstein.

## Erfolge
- Isländischer Meister: 2007, 2018, 2020
- Isländischer Fußballpokalsieger: 2005 (ohne Finaleinsatz)
- Isländischer Fußball-Supercupsieger: 2006, 2008, 2018